# Ленка Велиновска
Ленка Велиновска, с псевдоним Мирка, е деятелка на НОФ.

## Биография
Родена е на 26 юни 1926 година в мегленското село Страища. На 15 юни 1941 година се включва в комунистическата съпротива в Гърция. Участва в Гръцката гражданска война като на 26 юни 1946 година става секретар на Окръжния комитет на Антифашисткия фронт на жените за Воденско. Отделно членува в Главния комитет на НОФ на македонците за Егейска Македония и на 19 април 1949 година е член на Изпълнителния комитет на Главния комитет на АФЖ за Егейска Македония.